# Aberdeen Maritime Museum
Aberdeen Maritime Museum er et søfartsmuseum i Aberdeen, Skotland.
Museet ligger i den historiske gade Shiprow centrum af byen nær havnen. Museet er indrettet i flere bygninger inklusive den tidligere Trinity Congregational Church, som blev ombygget til en udvidelse af museet, og Provost Ross' House, der er en af de ældste bygninger i byen.
Museet viser Aberdeens historie og lange forhold med Nordsøen. Samlingerne dækker skibsbygning, sejlskibe, fiskeri, havnens historie og nordsøolie.